# Pijlsteeg (Amsterdam)

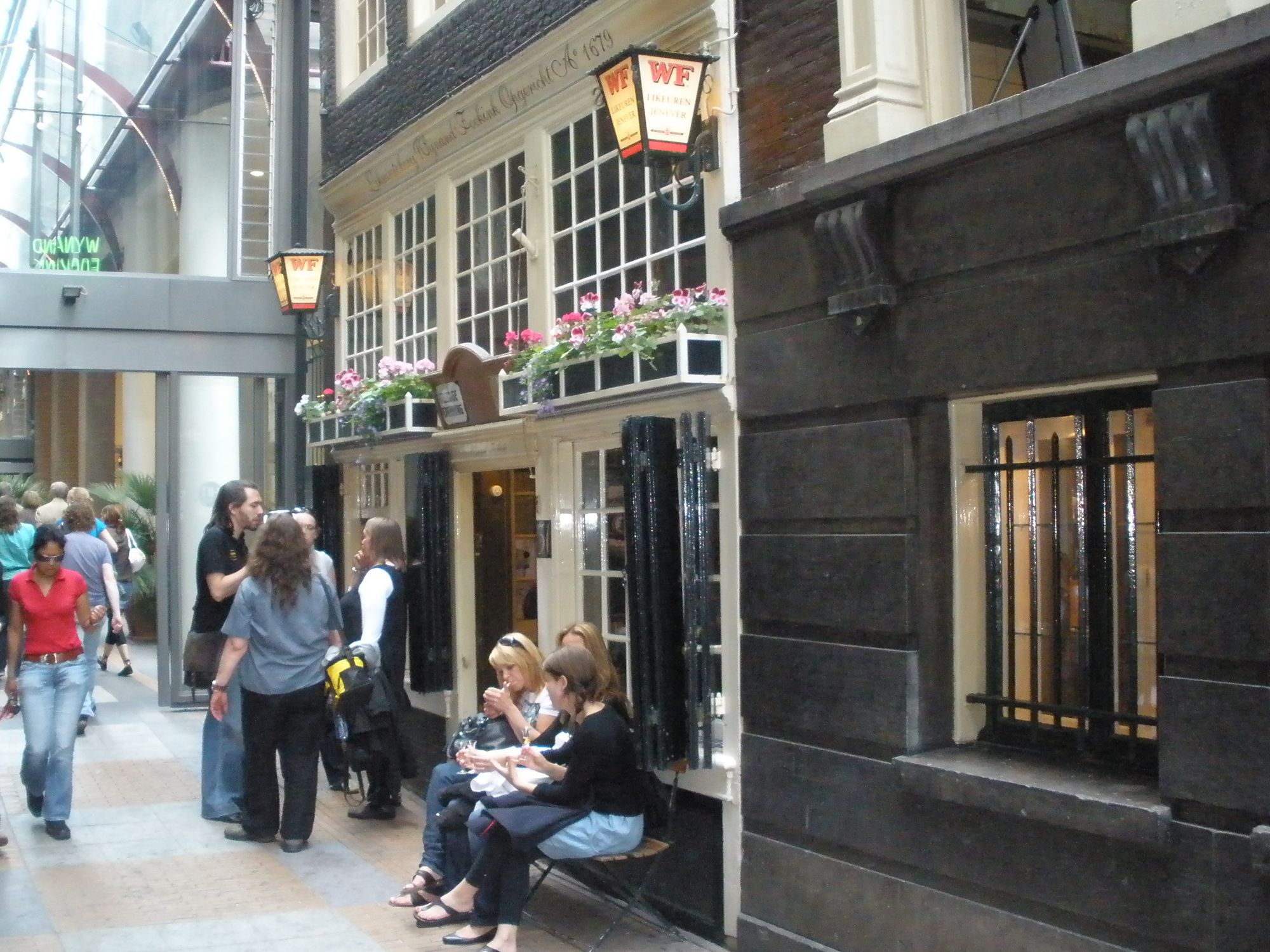
De Pijlsteeg met proeflokaal De Gekroonde Wildeman en de passage van het Hotel Krasnapolsky

De Pijlsteeg is een steeg in het centrum van Amsterdam. De steeg loopt achter de Damstraat, van de Dam naar de Oudezijds Voorburgwal. Na de aankoop en sloop van naastgelegen panden door Hotel Krasnapolsky wordt de Pijlsteeg nu deels overkapt door het Krasnapolsky en loopt midden door het hotel heen. De steeg is echter wel openbaar toegankelijk gebied gebleven.
Aan de Pijlsteeg bevindt zich een bekende toeristische trekpleister, De Gekroonde Wildeman. Dit voormalige proeflokaal van de likeurstokerij Wijnand Fockink stamt uit 1679. De huidige firma Wijnand Fockink beheert ook een slijterij en distilleerderij in de Pijlsteeg. De distilleerderij, De Liefde geheten, dient tevens als museum en informatiecentrum over de bereiding van jenever en andere likeuren.
In de rechtermuur van de ingang vanaf de Pijlsteeg naar de Wintertuin van het Krasnapolsky zijn drie gevelstenen ingemetseld van panden die zijn afgebroken voor de nieuwbouw van het hotel. Een van deze gevelstenen toont een houten stoel en het jaartal "Anno 1728". De steen zat oorspronkelijk op de gevel van een huis aan de Pijlsteeg waar in de 18e eeuw een stoelenmaker woonde en werkte.

## Geschiedenis

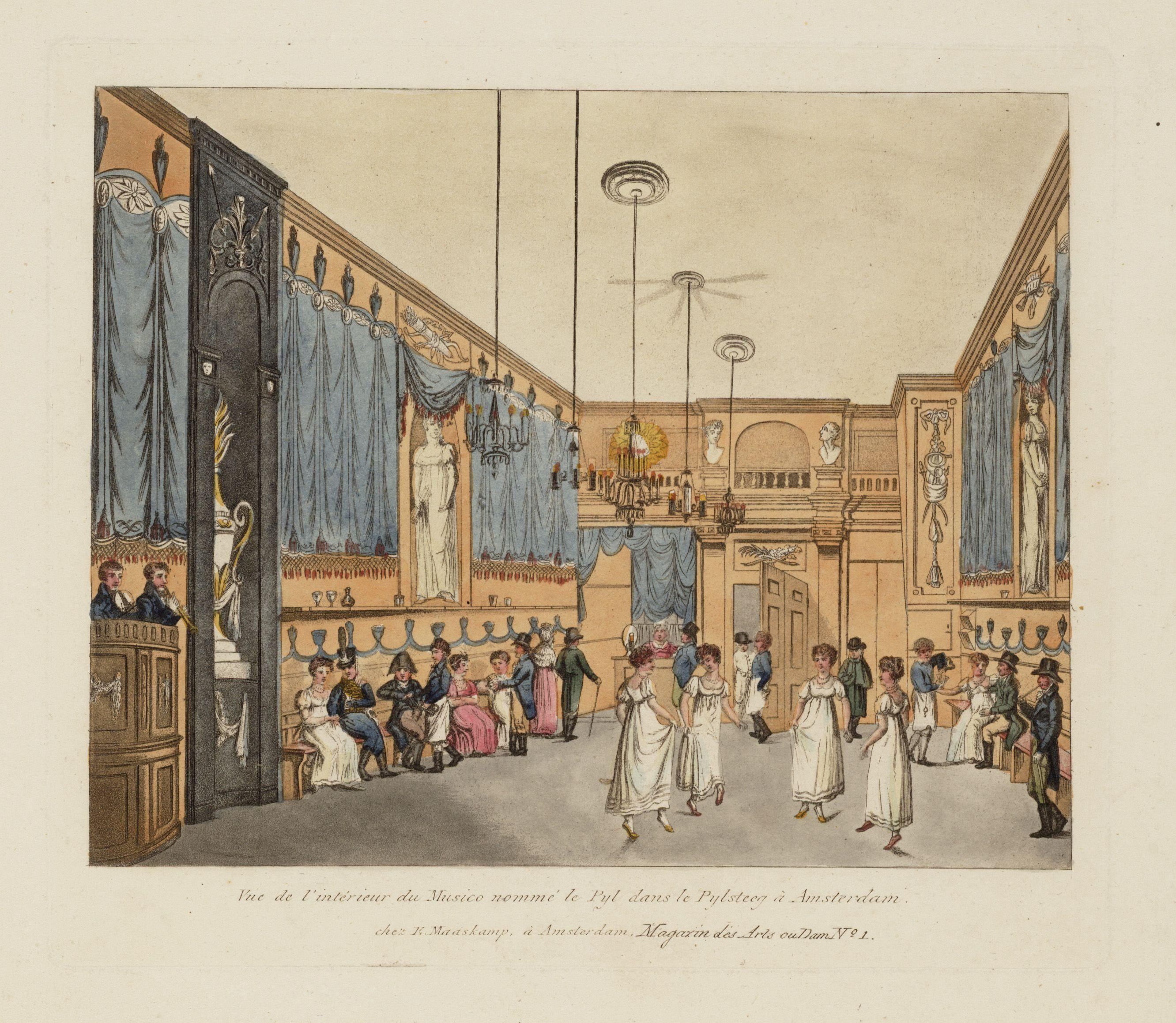
Speelhuis De Pijl (~1808)

De Pijlsteeg is vernoemd naar een bewoner van de steeg, Dirk Pijl, die eind 14e eeuw burgemeester van Amsterdam was. De oorspronkelijke naam was Apostolensteeg.
Volgens een keurboek uit 1413, een van de eerste documenten over prostitutie in Amsterdam, was de Pijlsteeg een van de twee straten in de stad (samen met de naastgelegen Halsteeg, nu Damstraat) waar bordelen waren toegestaan. In de Pijlsteeg bevond zich in de 18e en 19e eeuw een internationaal bekend "speelhuis" (in feite een bordeel), De Pijl geheten.
De schoolmeester Willem Bartjens, bekend van het rekenlesboek De Cijfferinghe van Mr. Willem Bartjens, opende in 1591 een school in de Pijlsteeg, waar hij onderwijs gaf in rekenen, lezen, godsdienst, Frans en vaderlandse geschiedenis. Bartjens woonde aan Pijlsteeg 57 tot hij in 1618 naar Zwolle verhuisde.
In 1897 werd een gaarkeuken aan Pijlsteeg 9-11 gebouwd, naar ontwerp van Adolf Leonard van Gendt. Het pand is inmiddels gesloopt en vervangen door nieuwbouw van het Krasnapolsky.

## Wetenswaardigheden
De Bierkaai was de vroegere benaming voor het gebied van steegjes tussen de Warmoesstraat, Oudekerksplein, O.Z. Voorburgwal en Pijlsteeg. Hiervan stamt de uitdrukking "Vechten tegen de bierkaai".

## Afbeeldingen

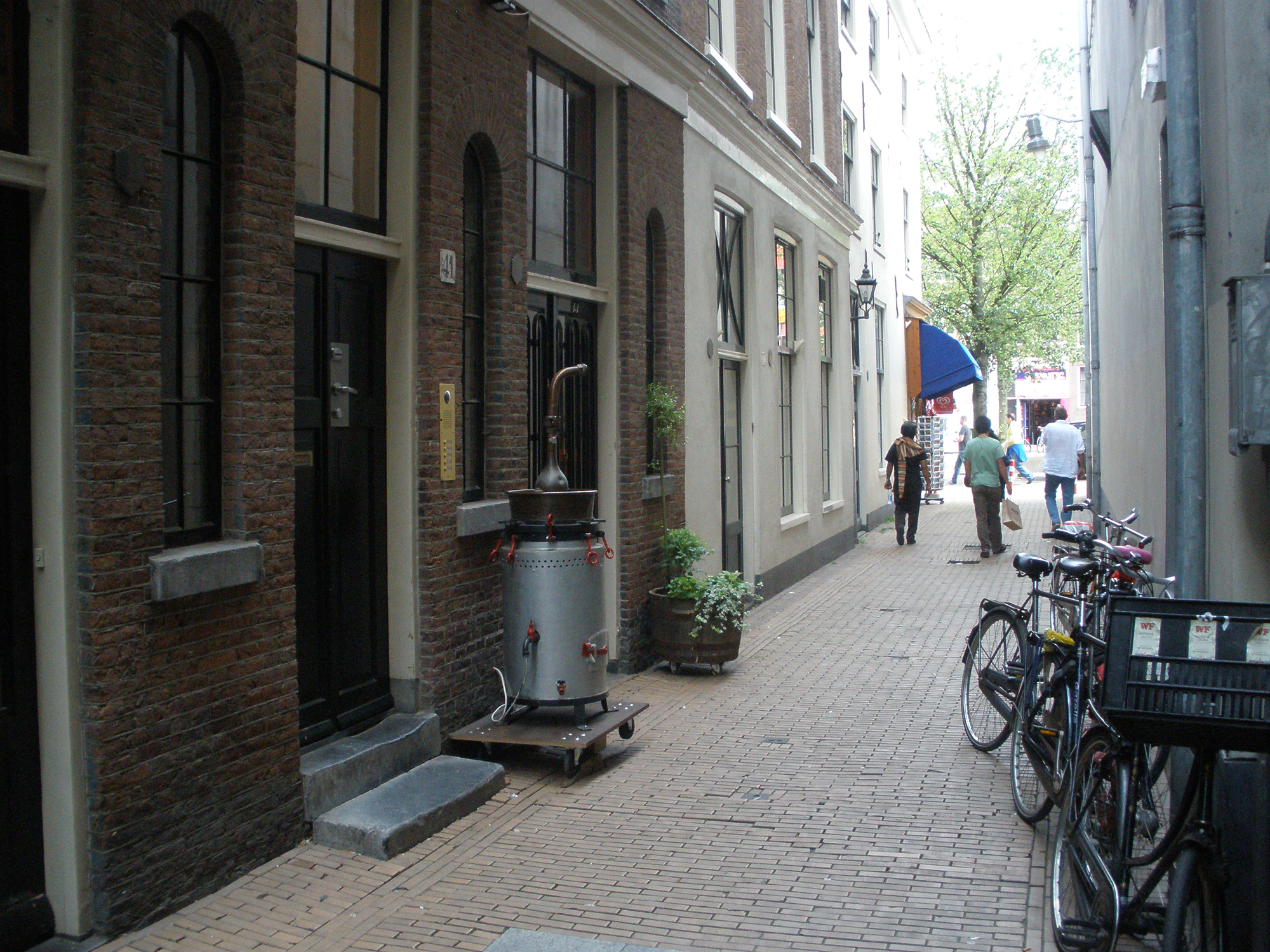
Pijlsteeg in oostelijke richting, kijkend naar de Oudezijds Voorburgwal
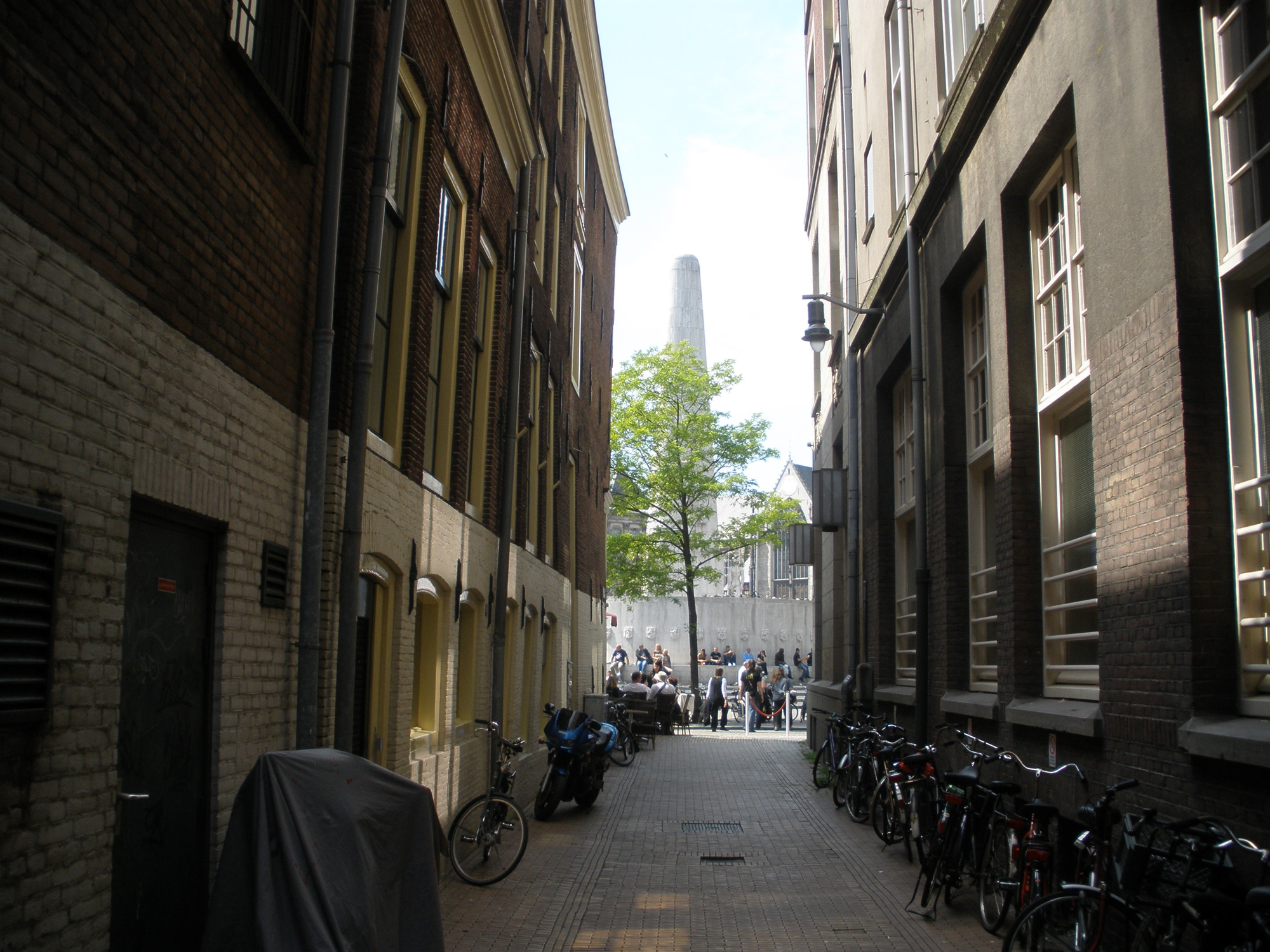
Pijlsteeg in westelijke richting, kijkend naar het Nationaal Monument op de Dam
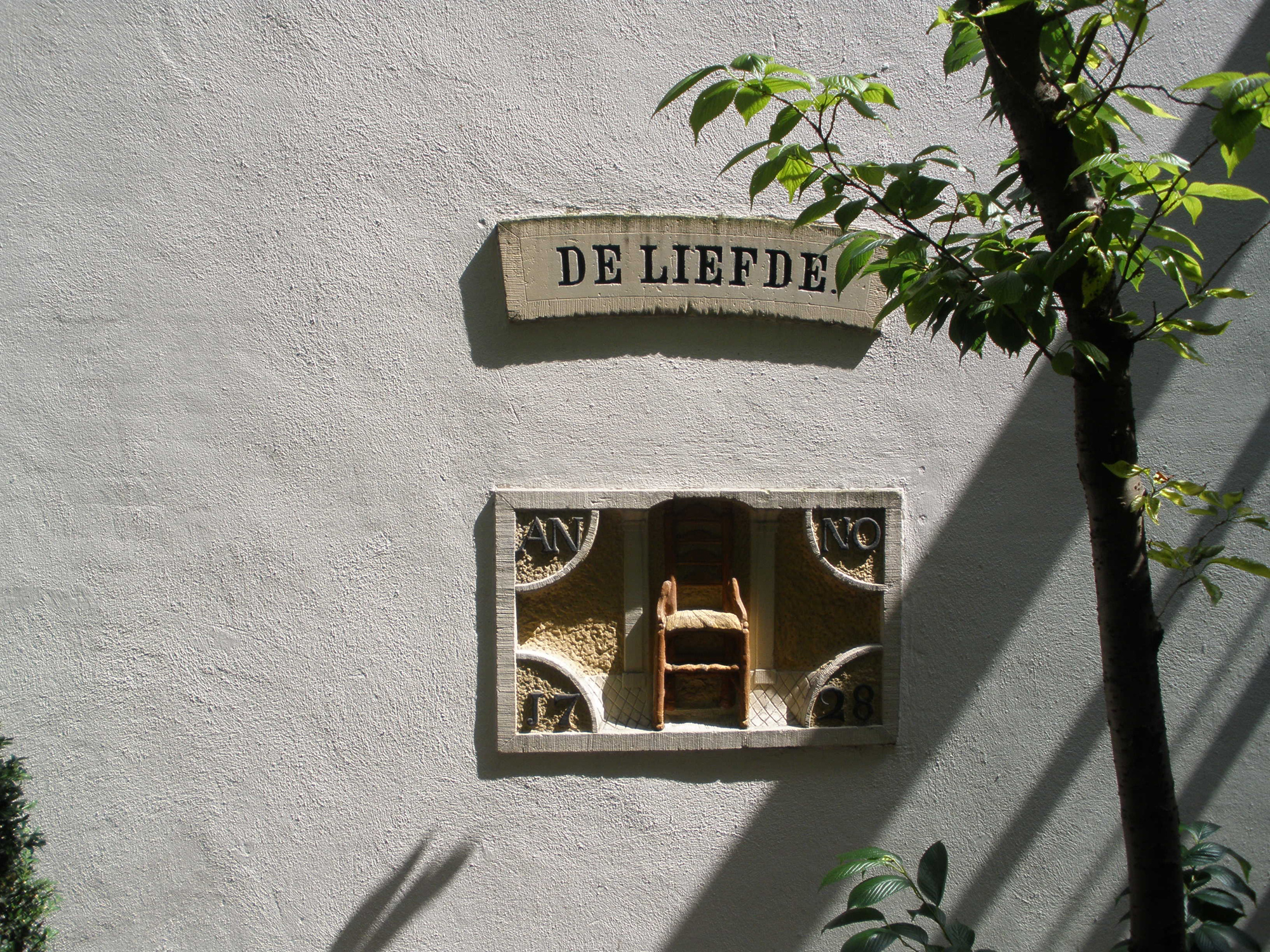
Gevelstenen in de rechtermuur van de ingang vanaf de Pijlsteeg naar de Wintertuin van het Krasnapolsky